# Андроник Ангел Палеолог
Андроник Ангел Комнин Дука Палеолог (на гръцки: Ἀνδρόνικος Ἄγγελος Κομνηνός Δούκας Παλαιολόγος) е византийски аристократ, протовестиарий, управител на Берат, архонт на Белград и военен губернатор на император Андроник II Палеолог, бяга в Расция.
Той е син на Димитър Дука Комнин Кутрулис († сл. 13 март 1304), деспот на Епирското деспотство и Тесалия, и първата му съпруга Анна Комнина Палеологина (1260 – 1299/1300), дъщеря на византийския император Михаил VIII Палеолог и съпругата му Теодора Дукина Ватацина. Брат е на Константин Палеолог Ангел († сл. 1345). Внук е на епирския деспот Михаил II Комнин и на император Михаил VIII Палеолог.
През 1326 г. Андроник става протовестиарий и протосеваст. През 1327 – 1328 г. той е военен губернатор на Велеграда (днес Берат в Албания).
Андроник се жени за Кокала, дъщеря на Георгиос Кокалас. Те имат две дъщери:
- Анна Палеологина († сл. 1355), омъжена I: ок. 1323 г. за Йоан II Орсини (1300 – 1335), пфалцграф на Кефалония (1323 – 1324), деспот на Епир (1323 – 1335), II. пр. 1355 г. за Иван Асен Шишман Комнин († 1363), деспот на Валона (ок. 1345 – 1363), брат на българския цар Иван Александър.
- дъщеря, омъжена за севастократор Йоан Ангел († 1348).